# جاستین گارینی
جاستین گارینی (به انگلیسی: Justin Guarini) (زاده ۲۸ اکتبر ۱۹۷۸) نفر دوم از فصل یکم از سری مسابقات امریکن آیدل، خواننده، بازیگر، ترانه‌سرا و میزبان برنامه‌های تلویزیونی است.
او در سال ۲۰۰۲ مقام دوم را در اولین فصل از مسابقات امریکن آیدل بدست آورد.